# Harpactirella lightfooti
Harpactirella lightfooti là một loài nhện trong họ Theraphosidae.